# Jan-Pieter Schotte
Pour les articles homonymes, voir Schotte.
Jan Pieter Schotte (ou Jean-Pierre Schotte), né le 29 avril 1928 à Beveren-Leie en Belgique et mort le 10 janvier 2005 à Rome en Italie, est un missionnaire de Scheut [CICM], qui est créé cardinal en 1994 et qui était membre de la curie romaine.

## Biographie

### En Belgique et aux États-Unis
Né à Beveren-Leie en Flandre-Occidentale, Jan Schotte fait ses humanités au collège du Sacré-Cœur de Waregem. Il entre en 1946 dans la Congrégation du Cœur Immaculé de Marie [CICM] -  mieux connue comme les Missionnaires de Scheut - avec l'intention de partir pour la Chine comme missionnaire, un rêve qui ne se réalisa jamais.
Il est ordonné prêtre en 1952 et poursuit des études de droit canonique à l’université catholique de Louvain  (1953-1956). De 1956 à 1962, il est recteur et professeur de droit canonique au séminaire théologique des scheutistes à Louvain, tout en enseignant également à l’université. Après un doctorat en droit canonique à l'université catholique d'Amérique de Washington (1962-1963), il demeure à Washington comme recteur du séminaire scheutiste (1963-1966).

### À Rome
En 1967, Schotte est appelé à Rome pour y être le secrétaire général de son institut religieux, un poste qu’il garde jusqu’en 1972. Dès 1968 cependant, Schotte est souvent consulté par le pape Paul VI et engagé dans les questions sociales. Il est membre du conseil pontifical « Justice et Paix ».
Le 20 décembre 1983, il est consacré évêque titulaire de Silli (de) ; promu archevêque en 1985. Il est alors entièrement au service du Saint-Siège où il poursuit une brillante carrière. Il contribue au développement de la pensée sociale de l’Église dans le domaine de la justice du travail, des migrations et des relations internationales. Après la mort de Paul VI (en 1978), Jean-Paul II lui garde toute sa confiance. Schotte l’accompagne dans de nombreux voyages. Il collabore notamment à la composition du Catéchisme de l'Église catholique, paru en novembre 1992 et issu des travaux et volontés de l'Assemblée générale extraordinaire du Synode des Évêques de 1985. 
Il organise le difficile synode spécial sur l’Église aux Pays-Bas (1980), en proie à des divisions et à la contestation, et est ensuite le secrétaire général du Synode des évêques (à partir de 1985). Il en organise les rencontres triennales jusqu’en 2004. Il démissionne alors de ce poste car a atteint l’âge limite.

### Cardinal

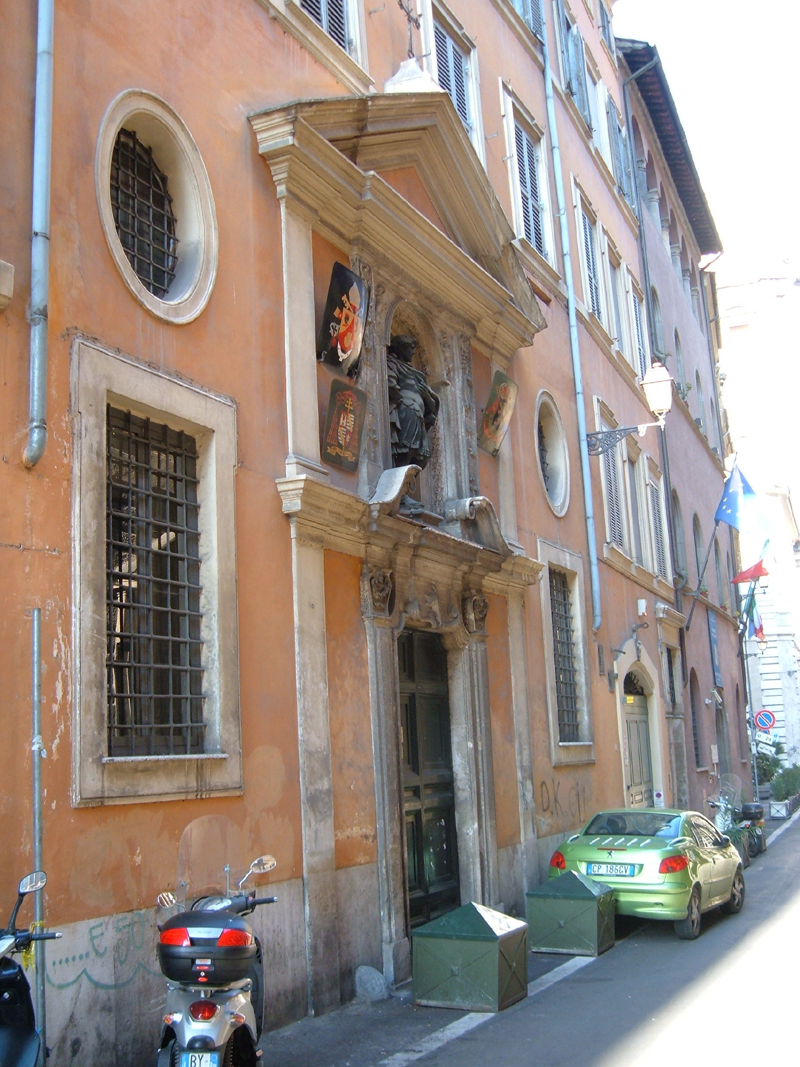
Église de Saint-Julien des Flamands

Au consistoire du 26 novembre 1994, Mgr Schotte est créé cardinal, avec le titre de cardinal-diacre de Saint-Julien-des-Flamands. Il est membre de la Congrégation des évêques et plus tard  de la Congrégation pour l'évangélisation des peuples. Il est l’envoyé spécial du pape à diverses rencontres internationales des Nations unies. En 2003, ayant atteint l’âge de 75 ans, il renonce à ses fonctions officielles, mais reste un proche du pape. 
Le cardinal Schotte meurt à Rome le 10 janvier 2005. Signe de l’amitié qui les liait, c’est Jean-Paul II lui-même qui prononça l’homélie de la messe d’enterrement célébrée dans la basilique Saint-Pierre.
Le cardinal Schotte est enterré dans son église titulaire, Saint-Julien-des-Flamands, à Rome.